# Federația Internațională de Canotaj
Federația Internațională de Canotaj, în engleză World Rowing Federation, acronim WR, cunoscută și cu fosta denumirea franceză Fédération Internationale des Sociétés d'Aviron, acronim FISA, este organismul internațional de conducere al canotajului, recunoscut de Comitetul Olimpic Internațional (CIO). Actualul președinte este Jean-Christophe Rolland, care i-a succedat lui Denis Oswald la o ceremonie desfășurată la Lucerna în iulie 2014.

## Istoric
Popularitatea tot mai mare a canotajului și necesitatea standardizării codului de regate au determinat federațiile din Belgia, Elveția, Italia, Franța și Adriatica să înființeze Fédération Internationale des Sociétés d'Aviron, la 25 iunie 1892, la Torino.
Prima competiție oficială organizată de FISA a fost Campionatul European din 1893, desfășurat pe apele Lacului Orta, la care au participat zece echipaje.
În 1922, orașul elvețian Lausanne a fost ales ca sediu.
FISA a fost prima federație internațională care s-a alăturat Mișcării Olimpice.
Federațiile naționale se întâlnesc în Congresul FISA.
FISA acordă anual medalia Thomas Keller.

## Președinți
Mai jos este lista președinților din 1924:
| Nr. | Ani       | Nume                    | Țară    |
| --- | --------- | ----------------------- | ------- |
| 1   | 1924–1926 | Eugène Baud             | Elveția |
| 2   | 1926–1949 | Rico Fioroni            | Elveția |
| 3   | 1949–1958 | Gaston Mullegg          | Elveția |
| 4   | 1958–1989 | Thomas Keller           | Elveția |
| 5   | 1989–2014 | Denis Oswald            | Elveția |
| 6   | 2014–     | Jean-Christophe Rolland | Franța  |